# ساتیواسور
ساتیواسور (انگلیسی: Sativasur) نام یک شهر کوچک در کشور کلمبیا است.